# Voglio essere me
Voglio essere me è un album del cantante Gino Santercole pubblicato nel 2014 dalla Sony Music.

## Tracce
1. Voglio essere me (G. Santercole, E. Picciotta)
2. L'ammore (G. Santercole, N. Vicidomini)
3. You think and think (G. Santercole)
4. Succede (M. Politanò, G. Santercole)
5. Libero (Ora o mai) (M. Politanò, G. Santercole)
6. Such a cold night tonight (Che notte fredda) (G. Santercole)
7. Rinascerò (M. Politanò, G. Santercole)
8. Un tango ballato nel fango (M. Politanò, G. Santercole)
9. Cambiare per cambiare (M. Politanò, G. Santercole)
10. Nessuno è solo (M. Politanò, G. Santercole)
11. Il valzer di zio Amedeo (G. Santercole, F. Frizzi)